# Moriaantjes
De moriaantjes (Diplacodes) vormen een geslacht van libellen (Odonata) uit de familie van de korenbouten (Libellulidae).

## Soorten
Diplacodes omvat 11 soorten:
- Diplacodes bipunctata (Brauer, 1865)
- Diplacodes deminuta Lieftinck, 1969
- Diplacodes exul (Selys, 1883)
- Diplacodes haematodes (Burmeister, 1839)
- Diplacodes lefebvrii (Rambur, 1842) – Moriaantje
- Diplacodes luminans (Karsch, 1893)
- Diplacodes melanopsis (Martin, 1901)
- Diplacodes nebulosa (Fabricius, 1793)
- Diplacodes pumila Dijkstra, 2006
- Diplacodes spinulosa Navás, 1915
- Diplacodes trivialis (Rambur, 1842)